# Gymnogobius petschiliensis
Espèce
Gymnogobius petschiliensis est une espèce de poissons de la famille des Gobiidae. Elle peut vivre en eau douce, saumâtre, ou de mer. Endémique à l'Europe et l'Asie.